# Christ de la Minerve
Christ de la Minerve  ou Le Christ rédempteur ou encore le Christ portant la croix est une sculpture du grand peintre et sculpteur italien de la Renaissance Michel-Ange, conservée aujourd'hui en l'Église de la Minerve à Rome.

## Description
Le Christ de la Minerve, également connu comme le Christ rédempteur ou le Christ portant la croix est une sculpture en marbre de l'époque Haute Renaissance du maître italien Michelangelo Buonarroti, achevée en 1521. L'œuvre se trouve actuellement à gauche du maître-autel de l'église de Santa Maria sopra Minerva à Rome.

## Histoire
Ce travail a été commissionné en juin 1514, par le patricien romain Metello Vari. Le contrat stipulait seulement que le personnage soit debout, nu et tenant la Croix dans ses bras, la composition étant laissée entièrement à l'initiative Michel-Ange.
Vers 1515, Michel-Ange a travaillé sur une première version de cette statue dans son atelier de Macello dei Corvi mais a abandonné le projet quand il a découvert une veine noire dans le marbre blanc.
Une nouvelle version a été rapidement mise en chantier (1519 - 1520) respectant les clauses du contrat.
Michel-Ange y travailla à Florence. La touche finale et le transport à Rome  ont été confiés à un apprenti, Pietro Urbano, celui-ci ayant endommagé l'œuvre a dû être rapidement remplacé par Federico Frizzi après une suggestion de Sebastiano del Piombo.
La première version, bien que brute, a été demandée par Metello Vari  et lui fut donnée en janvier 1522, pour la cour de son petit palazzetto près de Santa Maria sopra Minerva, « come suo grandissimo onore, come fosse d'oro ». Ceci est rapporté par Ulisse Aldrovandi en 1556.
Elle y est restée  jusqu'en 1556, comme décrit par Ulisse Aldrovandi qui  l'a notée dans des lettres de l'époque comme vendue en 1607, après quoi elle a été complètement perdue de vue.
En 2000, Irene Baldriga retrouve la première version, largement remaniée au XVIIe siècle, dans la sacristie de l'église San Vincenzo Martire, à Bassano Romano, près de Viterbe, la veine noire se distingue encore nettement sur la joue gauche du Christ.
Malgré tous ces problèmes, la deuxième version a impressionné les contemporains. Sebastiano del Piombo a déclaré « que les genoux valaient plus que Rome entière».
Le Christ est représenté nu dans une pose. Au cours de la période baroque, une ceinture a été ajoutée à la statue. Une jambe est fléchie et la tête tournée en arrière, selon le principe de contrapposto.
Une chaussure a été ajoutée au pied droit, afin de le protéger de l'usure provoquée par les dévots baisant le pied.

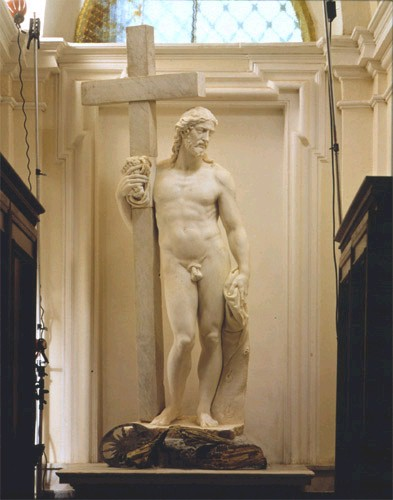
1re statue, église des sylvestrins de Bassano Romano
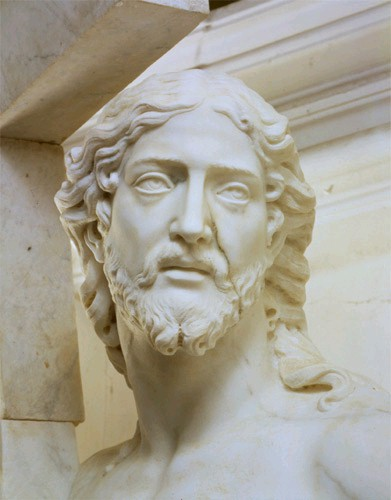
détail de la 1re statue avec la « veine noire »

## Postérité

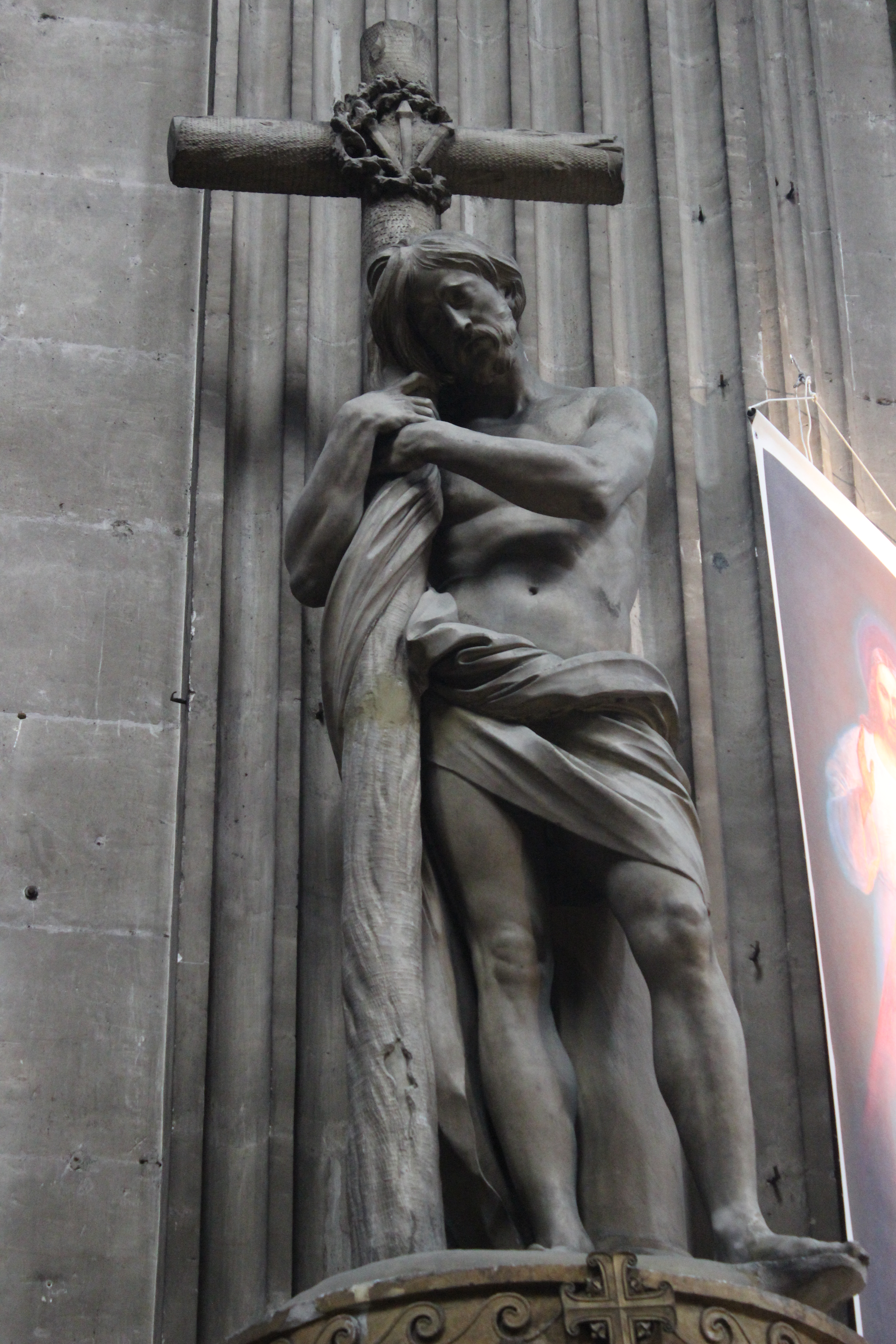
Le Christ à la colonne de Bouchardon

Le Christ à la Minerve a inspiré Edmé Bouchardon pour le Christ à la colonne de l'église Saint-Sulpice de Paris.

## Sources
- (en) Cet article est partiellement ou en totalité issu de l’article de Wikipédia en anglais intitulé « Cristo della Minerva » (voir la liste des auteurs).